# Gran Mezquita del Sultán Qabus
La Gran Mezquita del Sultán Qabus es la mezquita más importante del Sultanato de Omán.

## Construcción
En 1992 el Sultán Qabus decidió que su país, Omán, debía tener una Gran Mezquita. En 1993, tuvo lugar un concurso para su diseño y después de que se escogiera Bausher como lugar para su construcción, las obras comenzaron en 1995. La construcción, que fue realizada por Carillion Alawi LLC tardó seis años y cuatro meses.
La mezquita está construida con 300 000 toneladas de arenisca india. La musalla (sala de oración) principal es un cuadrado de lado 74,4 m con una cúpula central que se eleva 50 m por encima del suelo. Esta cúpula, el minarete (90 m) y los cuatro minaretes laterales (45,5 m) son las principales características de la mezquita. La musalla principal puede alojar a más de 6500 fieles, y la musalla de mujeres puede alojar a 750 fieles. El suelo pavimentado exterior puede alojar a 8000 fieles y hay más espacio disponible en el patio interior y los pasillos, que hacen una capacidad total de 20 000 fieles.

## La alfombra y la lámpara de araña
Un importante elemento del interior es la alfombra que cubre el suelo de la sala de oración. Contiene 1 700 000 000 nudos, pesa 21 toneladas y se tardó cuatro años en fabricarla, y une las tradiciones de diseño de Tabriz, Kashan e Isfahán. Se usaron 28 colores con diferentes tonalidades, la mayoría de los cuales se obtuvieron a partir de tintes vegetales tradicionales. Es la segunda alfombra de una pieza más grande del mundo. Esta alfombra tejida a mano fue fabricada por Iran Carpet Company (ICC) bajo el mandato del Diván de la Corte Real del Sultanato de Omán para cubrir todo el suelo de la sala principal de oración de la mezquita. La alfombra mide unos 70 × 60 metros, y tiene una superficie de 4343 metros cuadrados, todo de una sola pieza. La lámpara de araña encima de la sala de oración tiene 14 metros de altura y fue fabricada por la empresa alemana Faustig. 
La mezquita se construyó en una parcela de 416 000 m² y el complejo ocupa 40 000 m². Fue inaugurada por el sultán de Omán el 4 de mayo de 2001.

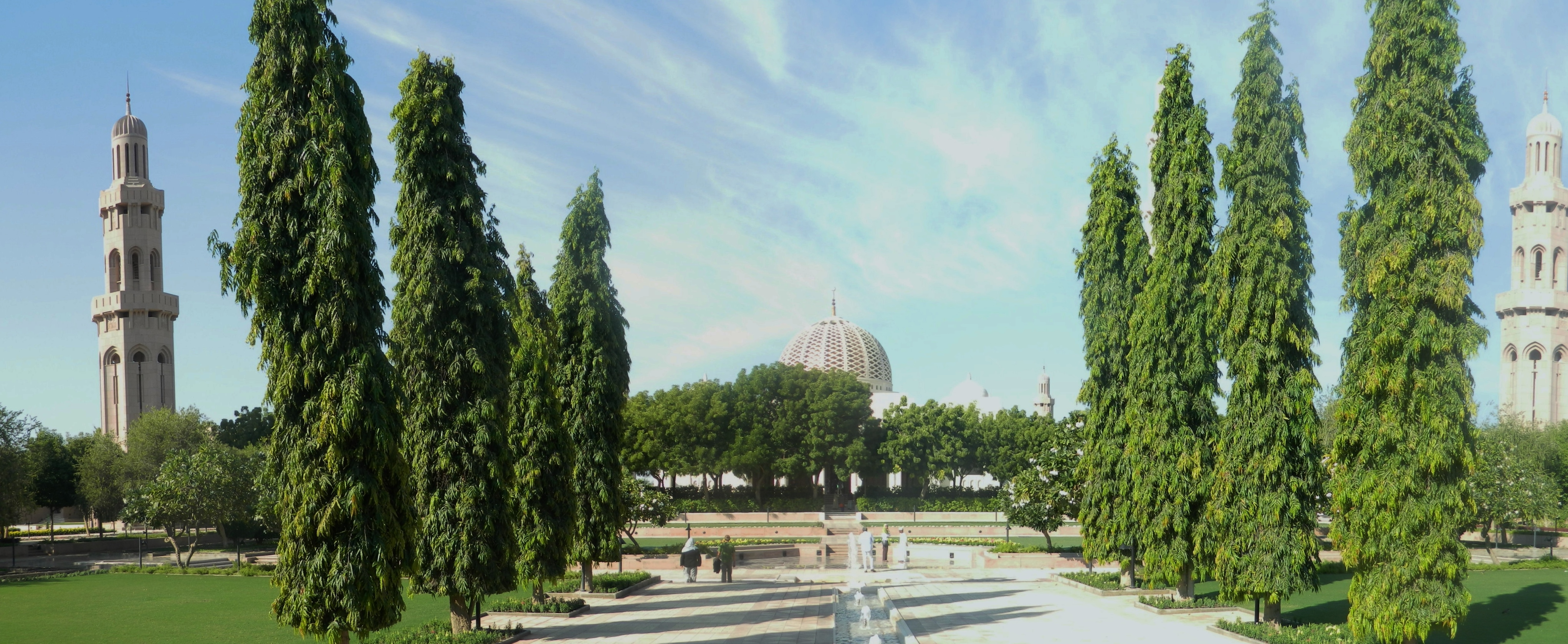